# Leucas capensis
Leucas capensis là một loài thực vật có hoa trong họ Hoa môi. Loài này được (Benth.) Engl. mô tả khoa học đầu tiên năm 1889.